# Ram Naresh Yadav
Pour les articles homonymes, voir RAM.
Ram Naresh Yadav est un homme politique indien, né le 1er juillet 1928 à Azamgarh dans les provinces unies d'Agra et d'Oudh et mort le 22 novembre 2016  à Lucknow (Uttar Pradesh). Il a été notamment gouverneur de l'État du Madhya Pradesh.